# بوبر زیتونی-خاکستری
بوبر زیتونی-خاکستری (نام علمی: Phyllastrephus cerviniventris) نام یک گونه از سرده بوبرهای اصلی است.